# شاهزاده دیگو آستوریاس
شاهزاده دیگو آستوریاس (انگلیسی: Diego, Prince of Asturias) پسر فیلیپ دوم (اسپانیا) بود که در ۷ سالگی مرد.